# KIC 11145123
KIC 11145123, talvolta erroneamente chiamata Kepler 11145123, è una stella nella costellazione del Cigno, distante circa 3900 anni luce dal sistema solare. Scoperta nel 2016, si tratta dell'oggetto naturale più sferico mai osservato nell'universo, con una differenza tra raggio equatoriale e raggio polare di appena 3 km.

## Caratteristiche
Scoperta analizzando i dati del telescopio spaziale Kepler, KIC 11145123 è una stella di tipo spettrale A, più grande del Sole, con un raggio di circa 1,5 milioni di chilometri, più del doppio di quello solare, e non è quindi particolarmente interessante dal punto di vista esobiologico, in quanto piuttosto diversa dalla nostra stella per poter ospitare pianeti che presentino condizioni simili a quelle terrestri. A differenza di altre stelle della sua classe, come le note Vega e Altair, che ruotano velocemente su se stesse e sono piuttosto schiacciate ai poli per via della forza centrifuga che tende ad allargarle all'equatore, la velocità di rotazione di KIC 11145123 è piuttosto bassa, e ruota su se stessa in un periodo di 104 giorni, quattro volte più lentamente del Sole, che ha un periodo di rotazione di 27 giorni. La rotazione della zona radiativa più esterna pare essere uniforme, tuttavia le zone più interne, che in stelle di questa massa sono di natura convettiva, potrebbero ruotare sei volte più velocemente degli strati radiativi superiori.
Tutti i corpi celesti sono più o meno schiacciati ai poli per la forza centrifuga presente all'equatore; più veloce è la rotazione e tanto più questo schiacciamento risulta evidente, come previsto dal teorema di Clairaut. Questo avviene anche per i pianeti, in misura maggiore per Giove e gli altri giganti gassosi che ruotano velocemente su se stessi, ma anche la Terra, nonostante sia un corpo solido, non è una sfera perfetta. Nel caso di questa stella tuttavia, gli astronomi concordano che la lenta rotazione non è sufficiente a spiegare la sua forma, ma probabilmente è presente a basse latitudini, cioè nei pressi dell'equatore, un campo magnetico che compensa la forza centrifuga, e che concorre nel mantenere sferica la forma di KIC 11145123.
Gli scienziati hanno potuto determinare le dimensioni con precisione tramite nuove tecniche di astrosismologia, studiando le oscillazioni della stella; in precedenza era possibile studiare la forma degli astri con l'interferometria ottica e solo per oggetti relativamente vicini e con grandi velocità di rotazione.
Nonostante appaia come una stella bianca di sequenza principale (dal satellite Gaia), analisi spettroscopiche hanno mostrato che, più probabilmente, la stella sia una rara vagabonda blu.